# Mount Bowles
Mount Bowles ist ein 834 m hoher und eisbedeckter Berg auf der Livingston-Insel im Archipel der Südlichen Shetlandinseln. Er ragt 5 km nördlich des Mount Friesland auf.
Der Berg ist erstmals auf Landkarten des britischen Polarforschers Henry Foster während seiner Fahrt mit der HMS Chanticleer (1828–1831) verzeichnet. Foster benannte ihn nach Admiral William Bowles (1780–1869), von 1816 bis 1820 Oberkommandierender der Pacific Station.